# هينا هوتشانداني
هينا هوتشانداني هي لاعبة كريكيت تلعب مع منتخب الإمارات العربية المتحدة للكريكيت. في يوليو 2018م تم اختيارها ضمن تشكيلة الإمارات العربية المتحدة للمشاركة في تصفيات بطولة توينتي الدولية للسيدات لعام 2018م. وشاركت في بطولة توينتي الدولية للسيدات (WT20I) مع منتخب دولة الإمارات العربية المتحدة ضد هولندا في تصفيات العالم لبطولة توينتي الدولية في 7 يوليو 2018م.

## روابط خارجية
- هينا هوتشانداني at ESPNcricinfo